# Saint-Michel (Métro Paris)

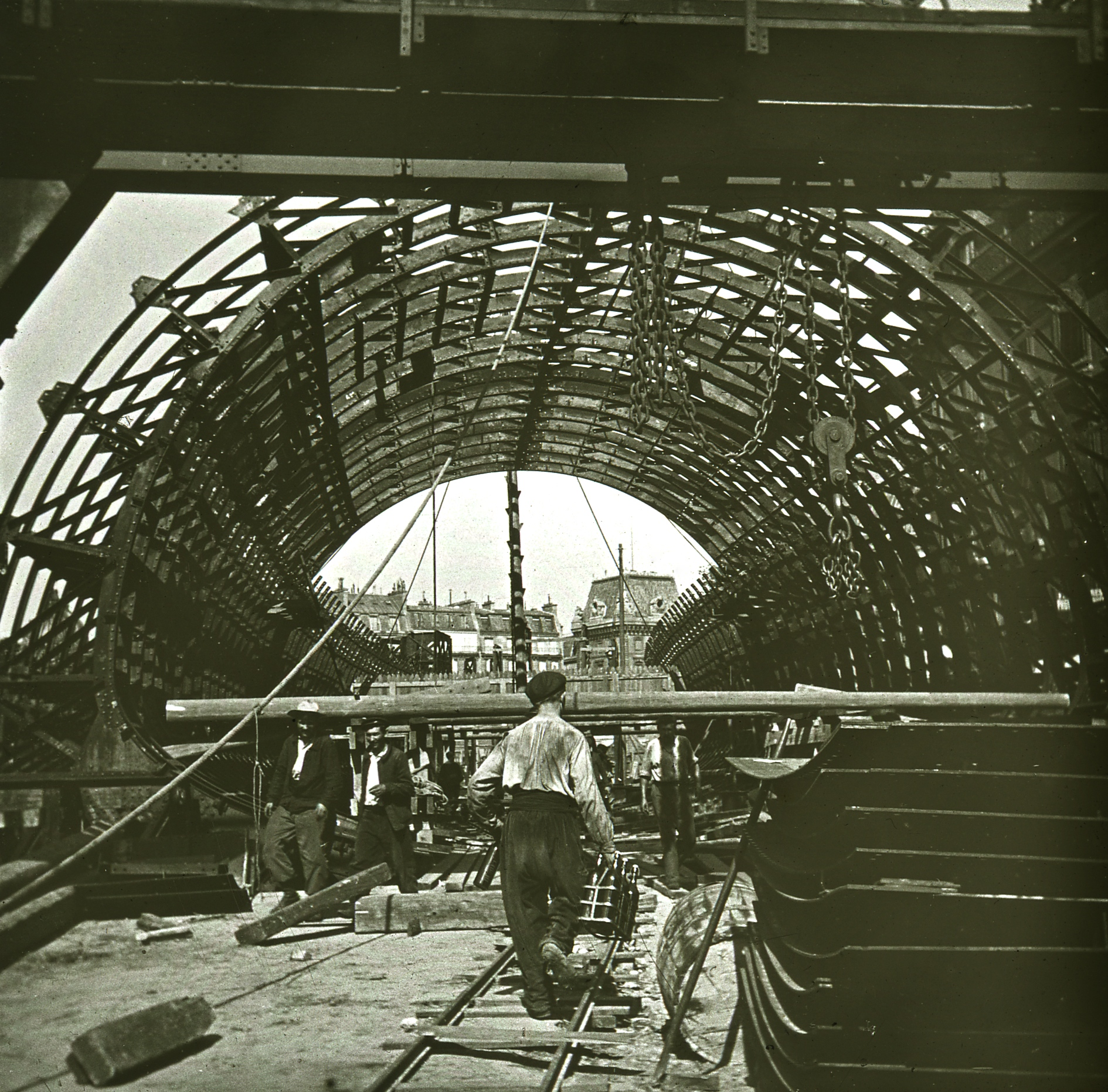
Bau des Hauptcaissons auf der Place Saint-Michel

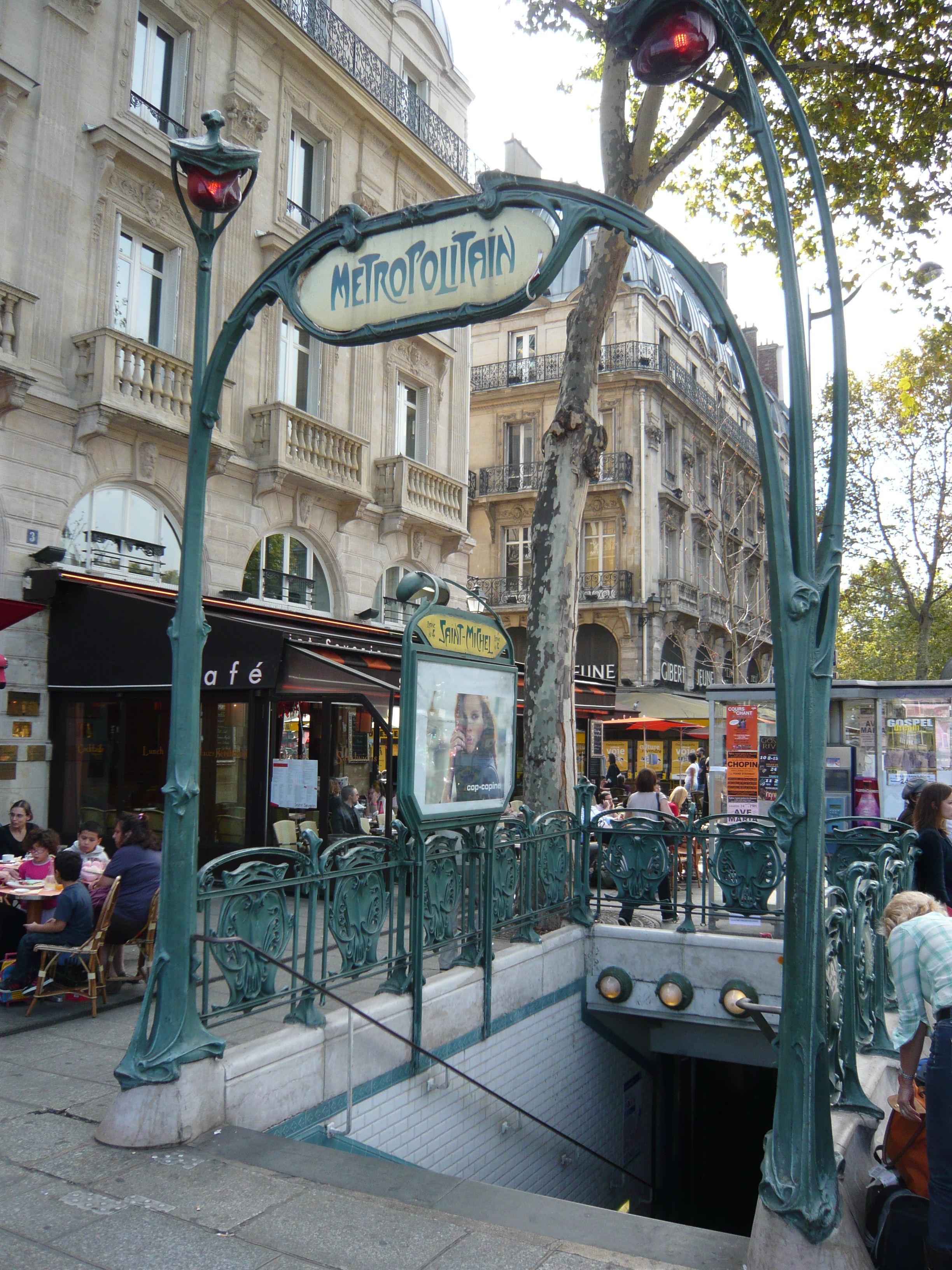
Von Hector Guimard gestalteter Zugang im Stil des Art nouveau

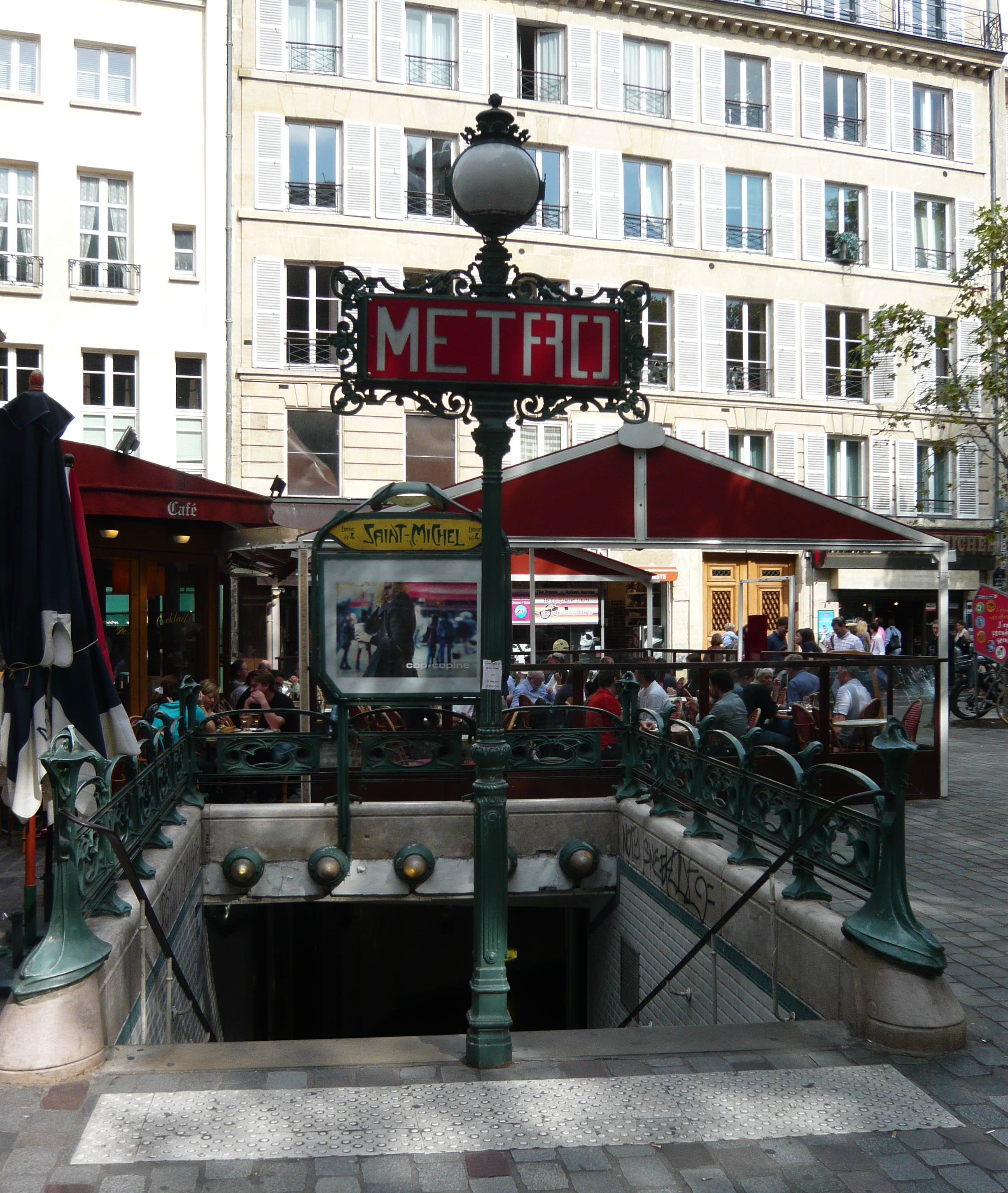
Zugang mit einem Kandelaber des Typs Val d’Osne

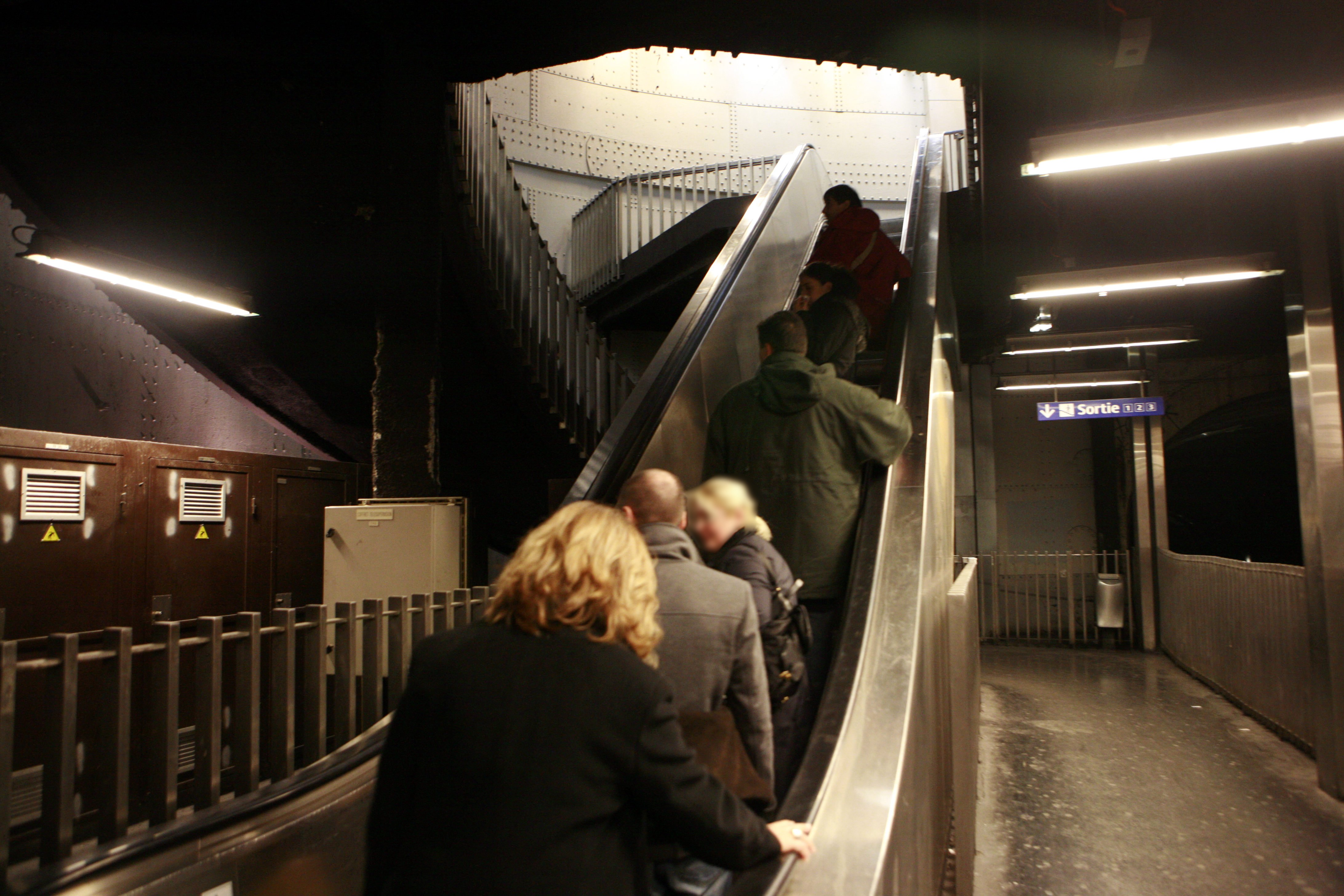
Vertikaler Caisson mit Treppenaufgang

Saint-Michel [sɛ̃ miʃɛl] ist eine unterirdische Station der Linie 4 der Pariser Métro. Es besteht eine Umsteigemöglichkeit zu den S-Bahn-ähnlichen RER-Linien B und C am unterirdisch verknüpften Bahnhof Saint-Michel - Notre-Dame.

## Lage
Die Station befindet sich an der Grenze des Quartier de la Sorbonne im 5. Arrondissement und des Quartier de la Monnaie im 6. Arrondissement von Paris. Sie liegt tief unter der Place Saint-Michel und längs der dort abgehenden Rue Danton.

## Name
Namengebend sind die Place Saint-Michel und der dort beginnende Boulevard Saint-Michel. Saint-Michel ist der biblische Erzengel Michael, der im Christentum als Bezwinger des Teufels gilt. Die 1860 errichtete Fontaine Saint-Michel auf der Südseite des Platzes stellt diesen Kampf in einer Plastik dar.

## Geschichte
Die Station wurde am 9. Januar 1910 als Teil der 3900 m langen Verbindung Châtelet–Raspail zwischen dem 1908 eröffneten Nordast und dem 1909 eröffneten Südast der Linie 4 in Betrieb genommen. An jenem Tag erfolgte die Aufnahme des durchgehenden Betriebs der Linie 4 zwischen Porte de Clignancourt im Norden und Porte d’Orléans im Süden. Die Tunnel und die Station Cité wurden im Senkkastenverfahren (Senkkasten frz.: Caisson) errichtet. 1979 wurde die unterirdische Fußgängerverbindung zum RER-Bahnhof eröffnet.

## Beschreibung
Die leicht gekrümmte Station weist unter einem gefliesten Gewölbe Seitenbahnsteige an zwei parallelen Streckengleisen auf. Aufgrund der nahen Unterquerung des südlichen Seinearms liegt sie mit 15,4 m unter der Straßenoberfläche weit tiefer als die meisten Pariser Métrostationen.
Wegen des nassen Bodens wurden wie bei der Station Cité Caissons verbaut, die vor Ort gefertigt wurden. Der zentrale Senkkasten mit der Form eines Rundbogens ist 66 m lang, 12,50 m hoch und 16,50 m breit. Er wurde horizontal in der Baugrube versenkt und nimmt den Mittelteil der Station auf. An beiden Enden befinden sich vertikal verbaute elliptische Caissons, die von der Sohle bis zum Straßenniveau reichen. Sie nehmen, neben den Gleisen und Bahnsteigen, die Treppenaufgänge und einen Aufzug auf. Die drei Senkkästen ergeben addiert die für Paris ungewöhnliche Stationslänge von 118 m.
Vom Straßenraum aus hat die Station fünf Zugänge, die teilweise die Handschrift Hector Guimards tragen. 1909 wurde an der Station Saint-Michel erstmals an einem Métrozugang ein Kandelaber des Typs Val d’Osne angebracht.

## Fahrzeuge
Auf der Linie 4 verkehrten bis 1928 Fünf-Wagen-Züge aus zunächst drei zweimotorigen, später zwei viermotorigen Triebwagen und Beiwagen. Sie wurden durch Sprague-Thomson-Züge abgelöst, die in den Jahren 1966/67 sukzessive durch gummibereifte 6-Wagen-Züge der Baureihe MP 59 ersetzt wurden. Seit 2011 ist auf der Linie 4 die Baureihe MP 89 CC im Einsatz. Die Umstellung auf fahrerlose Züge der Baureihen MP 89 CA, MP 05 und MP 14 hat am 12. September 2022 begonnen und soll bis Ende 2023 abgeschlossen sein.

## Umgebung
- Das traditionelle Pariser Studentenviertel Quartier Latin[Anm. 2]
- Die Fontaine Saint-Michel, ein 1860 von Gabriel Davioud an einer Hausfassade errichteter Zierbrunnen mit einer Plastik von Francisque Joseph Duret